# Finanzministerium (Japan)

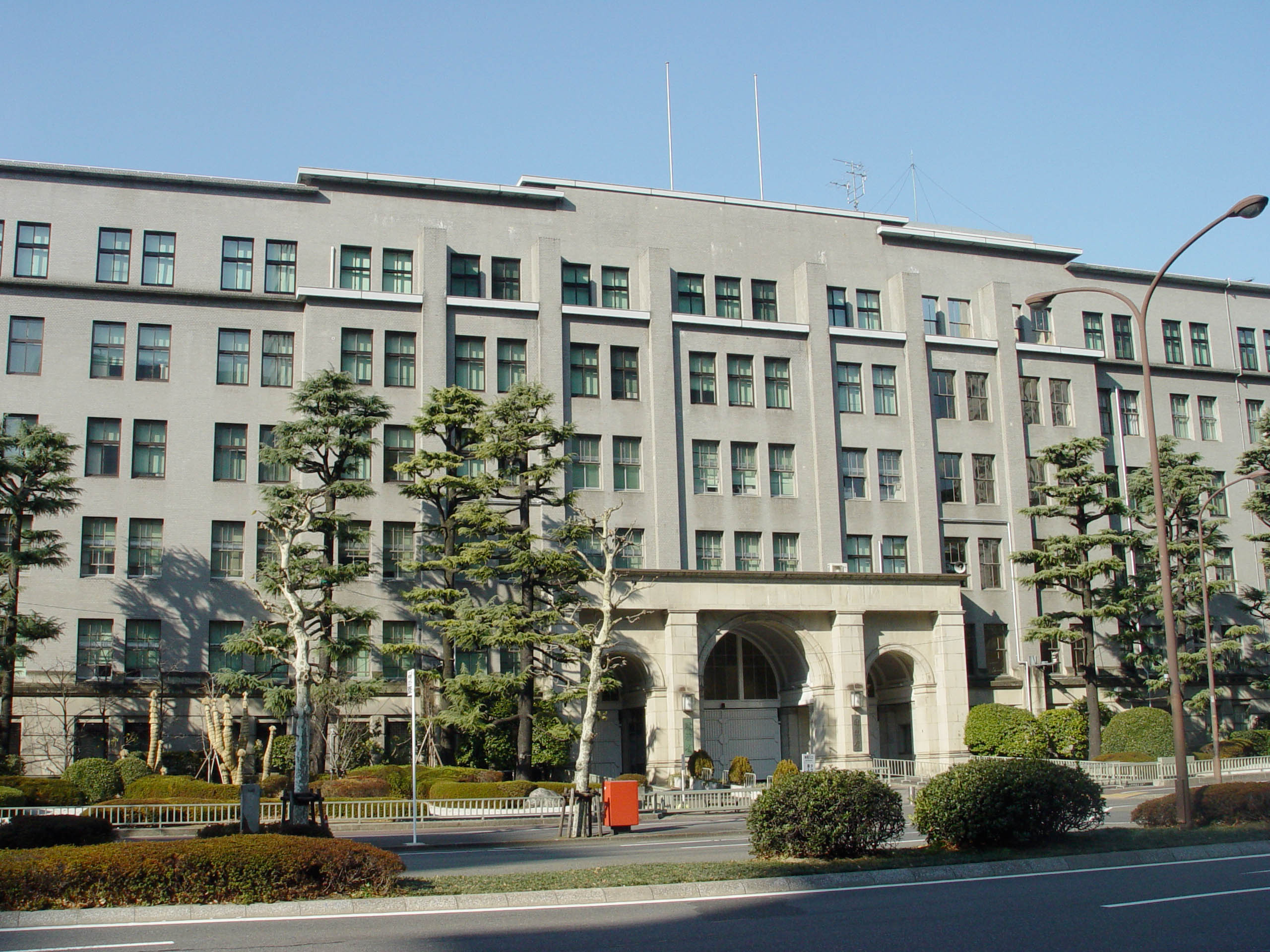
Das Hauptgebäude des Finanzministeriums im Regierungsviertel Kasumigaseki in Chiyoda, Tokio.

Das japanische Finanzministerium (jap. 財務省, zaimu-shō, engl. Ministry of Finance, MOF) ist ein Ministerium der Zentralregierung. Es ist heute für die Haushaltsplanung, das Steuersystem und die Zölle, die Verwaltung der Staatsschulden und -anleihen und die Münzprägung zuständig.
Seit Dezember 2012 ist Tarō Asō Finanzminister.

## Geschichte
Seit seiner Einrichtung nach der Meiji-Restauration bis zur Restrukturierung der Zentralregierung 2001 hieß das Finanzministerium ōkura-shō (大蔵省). Diese Bezeichnung geht auf eine Position im 8. Jahrhundert aus dem Ritsuryō-System zurück.
Beim Wiederaufbau Japans und im ökonomischen Aufschwung der Nachkriegszeit spielte das Finanzministerium eine zentrale Rolle neben dem MITI, das den Aufbau der Industrie koordinierte. Damals hatte das Ōkura-shō auch die Aufsicht über das Bankensystem (seit 1998 bei der Behörde für das Finanzwesen) und unter anderem über die tanshi-gaisha erheblichen Einfluss auf die Geldpolitik und die enormen Währungsreserven (seit 1998 gebündelt bei der Bank of Japan).
Bis zur Gründung der eigenständigen Nippon Sembai Kōsha (日本専売公社, „öffentliche japanische Monopolgesellschaft“; engl. Japan Tobacco and Salt Public Corp.) 1949, Vorläufer von Nihon Tabako Sangyō (engl. Japan Tobacco), war das Ministerium auch für das staatliche Tabak-, Salz- und Kampfermonopol zuständig.

## Budget und Staatsschulden

Entwicklung der Staatsschulden seit 1982 in Billionen Yen.

Staatsschulden abzüglich des von der Zentralbank aufgekauften Anteils.

Im Haushalt für das Geschäftsjahr 2006 betrug der Plan des Finanzministeriums, der den Schuldendienst miteinschließt, über 20,5 Billionen Yen (rund 123 Milliarden Euro), und war damit der größte Einzelplan.
Das Wachstum der enormen Staatsschulden Japans – im Fiskaljahr 2008 geschätzt 181 % des Bruttoinlandsprodukts, davon 148 % in Anleihen – setzt sich fort: Für 2008 war vorgesehen, 30,5 % (25 Billionen Yen) der Staatsausgaben durch neue Anleihen zu decken. Während die Steuereinnahmen noch nicht das Niveau der Bubble economy erreicht haben (Fj. 1990: 60,1 Billionen Yen; Fj. 2008: 53,6 Billionen Yen), sind die Ausgaben weiter gestiegen (Fj. 1990: 69,3 Billionen Yen; Fj. 2008: 83,1 Billionen Yen). Die Gesamtsumme ausstehender Anleihen beträgt ca. 550 Billionen Yen (rund 3,3 Billionen Euro). Gleichzeitig steigt die Zinsbelastung, die während der Nullzinspolitik in den 1990er Jahren noch eher gesunken war, seit 2005 wieder an. In den Fiskaljahren 2009, 2010 und 2011 beschloss das Parlament während der Kabinette Asō, Hatoyama und Kan – also Regierungen beider großer Parteien – Haushalte mit jeweils neuen Rekordausgaben.
Die japanischen Staatsanleihen haben nach S&P ein Rating von AA- (Abwertung von AA im Januar 2011) und nach Moody’s ein Rating von Aa3 (Abwertung von Aa2 im August 2011).